# 河北路
河北路是中國宋朝设置的路，为至道十五路之一。
治所在大名府。在河北省易水、雄县、霸州、海河以南，包括山东、河南的黄河以北大部。宋仁宗庆历二年（1042年），河北路旧分东、西两路，后并为一路。 熙宁六年（1073年），正式分河北路为河北东路、河北西路二路。以今白洋淀向南子牙河、滏阳河及京广铁路东为二路分界线。河北西路治所在真定府。
- 辖区：大名府、真定府、澶州、沧州、冀州、瀛州、博州、棣州、莫州、雄州、霸州、德州、滨州、恩州、相州、定州、邢州、怀州、卫州、洺州、深州、磁州、祁州、赵州、保州、乾宁军、永静军、保定军、信安军、安肃军、永宁军、广信军、顺安军